# دهستان بکش دو
دهستان بکش دو نام دهستانی در بخش مرکزی شهرستان ممسنی، استان فارس در ایران است. براساس سرشماری مرکز آمار ایران در سال ۱۳۸۵، جمعیت آن ۶۶۲۵ نفر (۱۳۹۱ خانوار) بوده‌است.